# Вон Ог Им
Вон Ог Им (кор. 원옥임, р.6 ноября 1986) — северокорейская дзюдоистка, призёр Олимпийских и Азиатских игр.

## Биография
Родилась в 1986 году. В 2006 году завоевала бронзовую медаль Азиатских игр. В 2008 году стала бронзовой призёркой Олимпийских игр в Пекине. В 2009 году стала обладательницей бронзовой медали Восточноазиатских игр.